# Yeşil Bursa SK
Yeşil Bursa Spor Kulübü bzw. in der Kurzform Yeşil Bursa SK ist ein türkischer Fußballverein aus der westtürkischen Stadt Bursa. Er wurde durch die Übernahme der Fußballsparte des ortsansässigen Sportvereins Oyak Renault SK durch Bursaspor 2013 gegründet und ist seither deren Zweitmannschaft. Oyak Renault SK wiederum wurde 1974 gegründet, sodass die Erstgründung von Yeşil Bursa auf dieses Jahr datiert. Seit der Übernahme bestreitet die Mannschaft ihre Spiele im Bursa-Atatürk-Stadion. Die Vereinsfarben wurden von Schwarz-Gelb auf Grün-Weiß geändert.

## Geschichte

Vereinswappen während der Zeit als Oyak Renault SK (1974–2013)

### Gründung und die ersten Jahre
Der Klub wurde 1974 als Sportklub Oyak Renault SK, als betrieblicher Sportverein des türkisch-französischen Automobilherstellers Oyak Renault in der westtürkischen Stadt Bursa, dem Hauptsitz von Oyak Renault, gegründet. Nach der Vereinsgründung spielte die Fußballsparte bis ins Jahr 2001 in den unteren regionalen Amateurligen.

### Einstieg in den Profifußball und die Viertligajahre
Im Sommer 2001 stieg die Mannschaft in die TFF 3. Lig, der vierthöchsten türkischen Profifußballliga auf, und spielte fortan in dieser Liga.

### Aufstieg in die 2. Lig B
In der Viertligasaison 2003/04 beendete der Verein die TFF 3. Lig als Vizemeister und stieg damit zum ersten Mal in seiner Karriere in die zweithöchste türkische Spielklasse, in die 2. Lig B, auf. In dieser Liga belegte der Verein in seiner ersten Saison den 6. Tabellenplatz und in seiner zweiten den 3. Tabellenplatz.

### Abstieg in die TFF 3. Lig
Nachdem Oyak Renault im Sommer 2007 den Klassenerhalt der 2. Lig B verpasst hatte, stieg der Verein nach vier Jahren wieder in die TFF 3. Lig ab.

### Übernahme durch Bursaspor und Umbenennung in Yeşil Bursa SK
Da in der Türkei die Reservemannschaften nicht an professionellen Ligen teilnehmen dürfen, sondern nur in der Liga der Reservemannschaften, der A2 Ligi, gibt es seit einigen Jahren das Bemühen einiger Erstligisten eine Nebenmannschaft in einer der unteren türkischen Ligen zu besitzen.
In diesem Sinne kaufte der türkische Traditionsverein Bursaspor bereits in den späten 1990er Jahren Bursa Merinosspor auf und machte diesen mit unveränderten Namen zu seinem Zweitverein. Hier erhielten Nachwuchsspieler die Chance in einer Profiliga Spielpraxis zu sammeln. Da Merinosspor im Sommer 2008 mit dem Abstieg der TFF 3. Lig fortan nicht mehr im Profifußball tätig war und auch in den letzten Spielzeiten den Aufstieg in die 3. Lig nicht schaffte, suchte Bursaspor nach einer weiteren Zweitmannschaft. So verhandelte der Verein im Sommer 2013 mit dem Sportverein Oyak Renault SK für die Übernahme der Fußballsparte, die zu diesem Zeitpunkt in der 3. Lig tätig war. Beide Seiten einigten sich schnell für die Übernahme. Nach der Übernahme erklärte Bursaspor, den Namen umzubenennen und machte zu diesem Zweck eine Zuschauerbefragung, in der die Zuschauer zwischen vier Namen entscheiden konnten. Die Wahl fiel auf Yeşil Bursa SK.

## Ligazugehörigkeit
- 3. Liga: 2004–2007
- 4. Liga: 2001–2004, Seit 2007
- Amateurliga: bis 2001

## Bekannte ehemalige Spieler
- Üstün Bilgi

## Bekannte ehemalige Trainer
- İsmail Ertekin